# 王鼎鉉
王鼎鉉（？—？），字凝实，号中星，浙江紹興府蕭山縣人，明朝政治人物。

## 生平
王鼎鉉以序貢授廬陵縣教諭。天啓四年（1624年）甲子科浙江鄉試第四十一名舉人，崇禎七年（1634年）甲戌科進士，刑部觀政，本年三月授廣東潮州府推官，十三年考察，十五年補江西按察司知事。官工部主事。

## 家族
曾祖王鉴，祖王文逹，父王思孝，字昆毓，少時人稱王孝子，官教谕。